# Horologium-II-Zwerggalaxie
Die Horologium-II-Zwerggalaxie, kurz auch Horologium II, ist eine im Jahr 2015 entdeckte Zwerggalaxie des Typs dSph im Sternbild Pendeluhr in der Lokalen Gruppe und eine der Satellitengalaxien der Milchstraße.
Die Entfernung zur Erde beträgt ca. 254.000 Lichtjahre.

## Eigenschaften
Hor II dSph besitzt einen Halblichtradius von {\displaystyle r_{h}=2,09_{-0,41}^{+0,44}} ′, was  bei einer Entfernung von etwa 78 kpc einer Größe von (47 ± 10) pc entspricht.

## Weiteres
- Liste der Galaxien der Lokalen Gruppe